# 豐臣兄弟！
《豐臣兄弟！》，日本放送協會製作的第65部大河劇，預定自2026年1月4日起，於日本時間每週日晚間八點於NHK綜合頻道播出，由仲野太賀主演。

## 故事內容及簡介
本劇描述天下人豐臣秀吉之弟，武將豐臣秀長的一生；以其視角描述豐臣兄弟憑藉兄弟之間的深厚羈絆完成天下統一偉業的奇蹟，另外也動態地描繪戰國時代的豐富多彩的娛樂事蹟。

## 登場人物

### 主角
- 豐臣秀長

演出：仲野太賀

### 周邊人物
- 豐臣秀吉

演出：池松壯亮
- 直

演出：白石聖
- 慶

演出：吉岡里帆
- 寧寧

演出：濱邊美波
- 織田信長

演出：小栗旬
- 阿市

演出：宮崎葵
- 德川家康

演出：松下洸平
- 柴田勝家

演出：山口馬木也
- 前田利家

演出：大東駿介
- 藤堂高虎

演出：佳久創
- 石田三成

演出：松本生
- 淺井長政

演出：中島步
- 明智光秀

演出：要潤
- 仲

演出：坂井真紀
- 智

演出：宮澤艾瑪
- 旭

演出：倉澤杏菜
- 茶茶

演出：井上和
- 松

演出：菅井友香
- 齋藤龍興

演出：濱田龍臣

## 幕後人員
- 編劇：八津弘幸
- 製作統籌：松川博敬
- 導演：渡邊良雄